# Schärpe

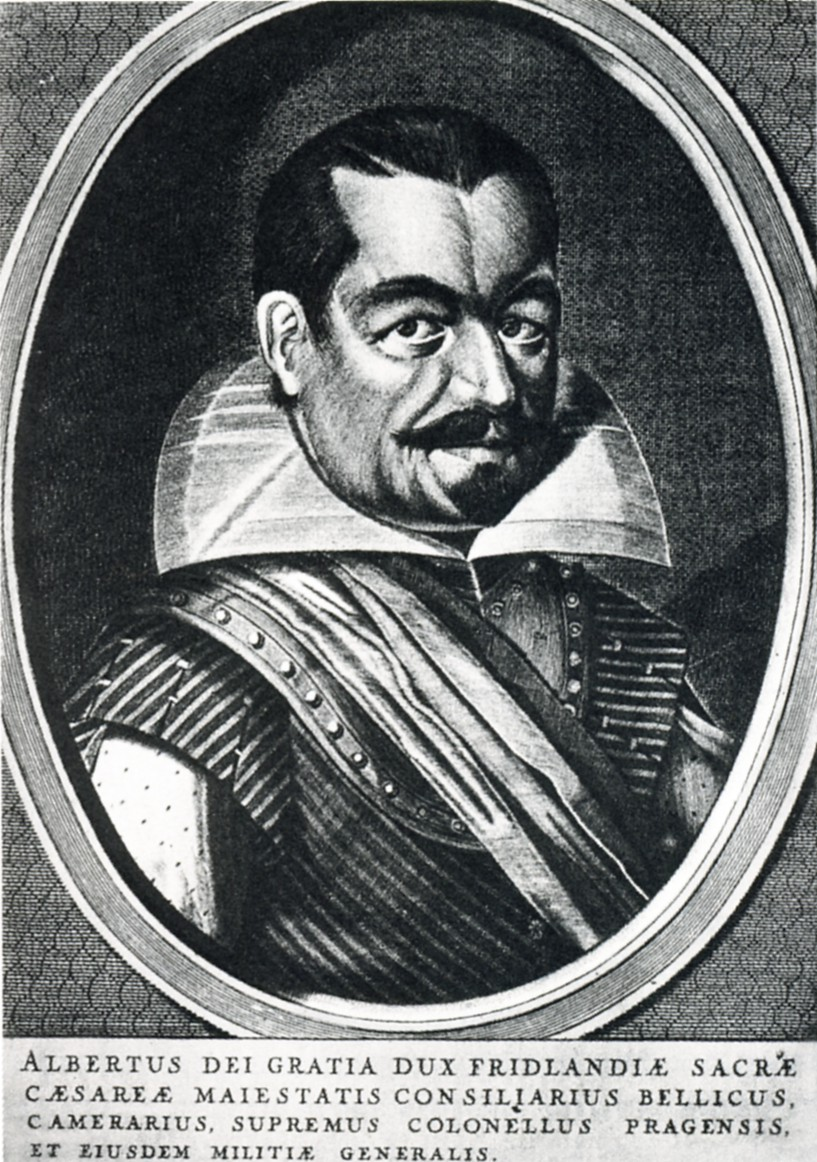
Wallenstein mit Schärpe

Der Ausdruck Schärpe (von französisch écharpe „Armbinde“, „Leibbinde“, „Schal“) bezeichnet ein breites zur Kleidung getragenes Band.

## Herkunft
Im 14. und 15. Jahrhundert trug man die Schärpe meist quer um den Leib oder über die rechte Schulter zur linken Hüfte. Sie entwickelte sich später zum Abzeichen von kriegführenden Parteien. Mit der Entwicklung der Uniformierung zeichnete sie nur noch Offiziere aus. Später wurde sie jedoch nur noch bei Paraden getragen und im täglichen Dienst durch die Feldbinde ersetzt.

## Verwendung

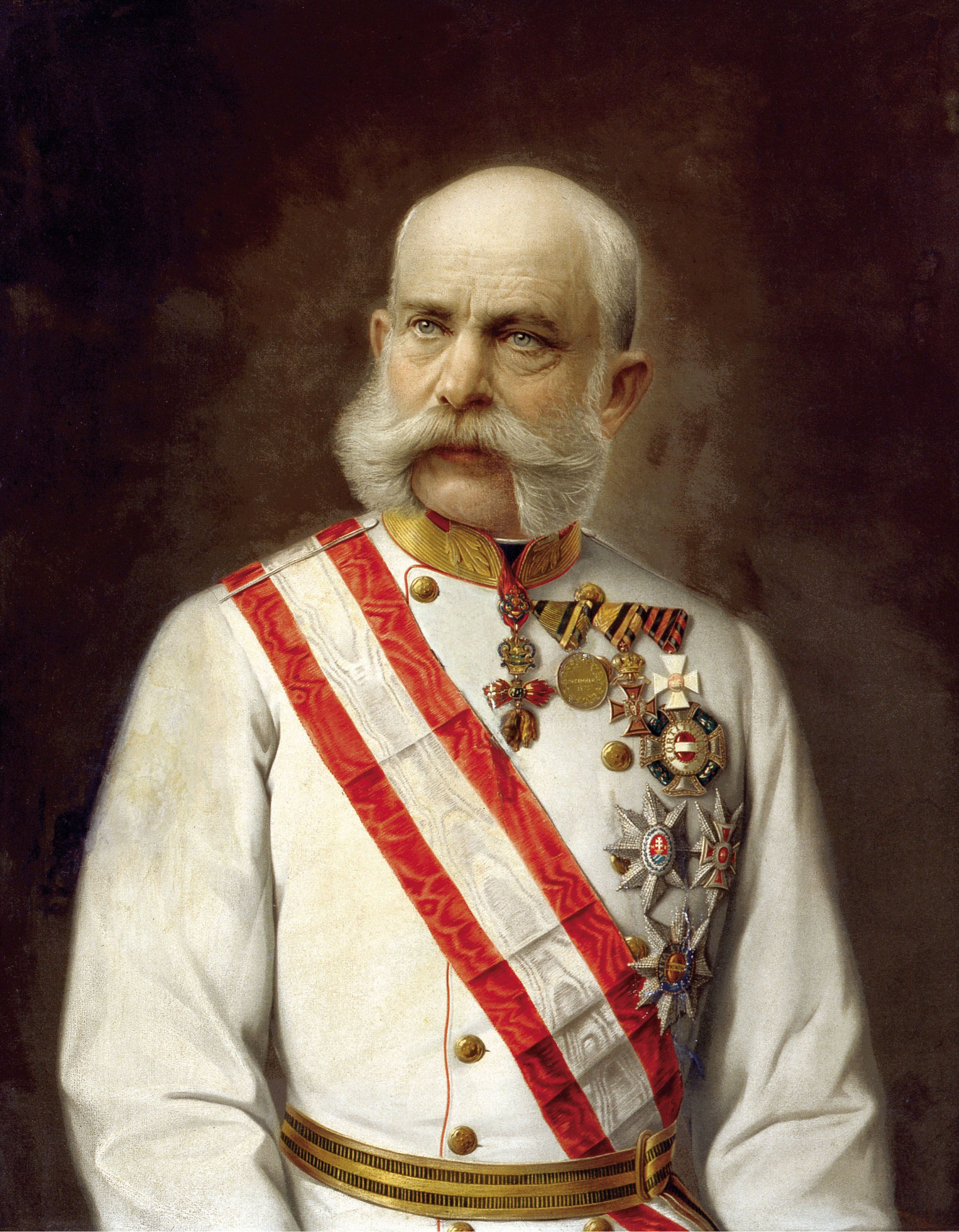
Franz Joseph I. mit Schulterband zum Großkreuz des Militär-Maria-Theresien-Ordens.

- Seit etwa 1600 wurden Insignien der Ritterorden im Allgemeinen an einer Schärpe getragen, die von der rechten Schulter zur linken Hüfte verlaufend meist Schulterband heißt. In den ab dem Ende des 17. Jh. entstandenen mehrstufigen Verdienstorden zeigt das Schulterband die Zugehörigkeit zu einer höheren Ordensstufe an, heute nach dem Vorbild der Ehrenlegion zur Stufe des Großkreuzes.

Der deutsche und der österreichische Bundespräsident sind mit der Annahme des Amtes ex officio Träger der Sonderstufe des Großkreuzes des Verdienstordens der Bundesrepublik Deutschland bzw. des Großsterns für Verdienste um die Republik Österreich, die am Schulterband getragen werden.
- Die Bauch- oder Leibbinde, auch Kummerbund, ist noch heute Bestandteil von Trachten vieler Völker, wie der Armenier, Griechen, Spanier (Faja) und einiger Völker Indiens.

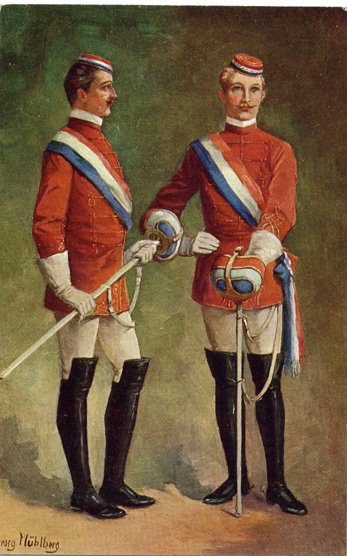
Die Herren Chargierten von Georg Mühlberg (Chargierte im Vollwichs)

- Bei Studentenverbindungen ist die Schärpe in Farben der Verbindung ein Bestandteil des Chargenwichses.
- Schärpen werden auch bei diversen asiatischen Kampfsportarten als Alternative zum Gürtel zur Markierung des Ranges benutzt.
- In Frankreich tragen die Bürgermeister oder ihre Stellvertreter sowie die Mitglieder der Nationalversammlung bei öffentlichen Anlässen eine Schärpe in den Nationalfarben als Zeichen ihres Amtes. Die Bürgermeister tragen die Schärpe so, dass der blaue Streifen dem Hals zugewandt ist, die Mitglieder der Nationalversammlung dagegen so, dass der rote Streifen dem Hals zugewandt ist.
- In Italien ist der Gebrauch von Schärpen mit der Trikolore bei gewählten Amtsträgern üblich, ähnlich dem französischen Vorbild. Präsidenten der Provinzen und Offiziere tragen hingegen die sciarpa azzura im traditionellen savoyenblau.

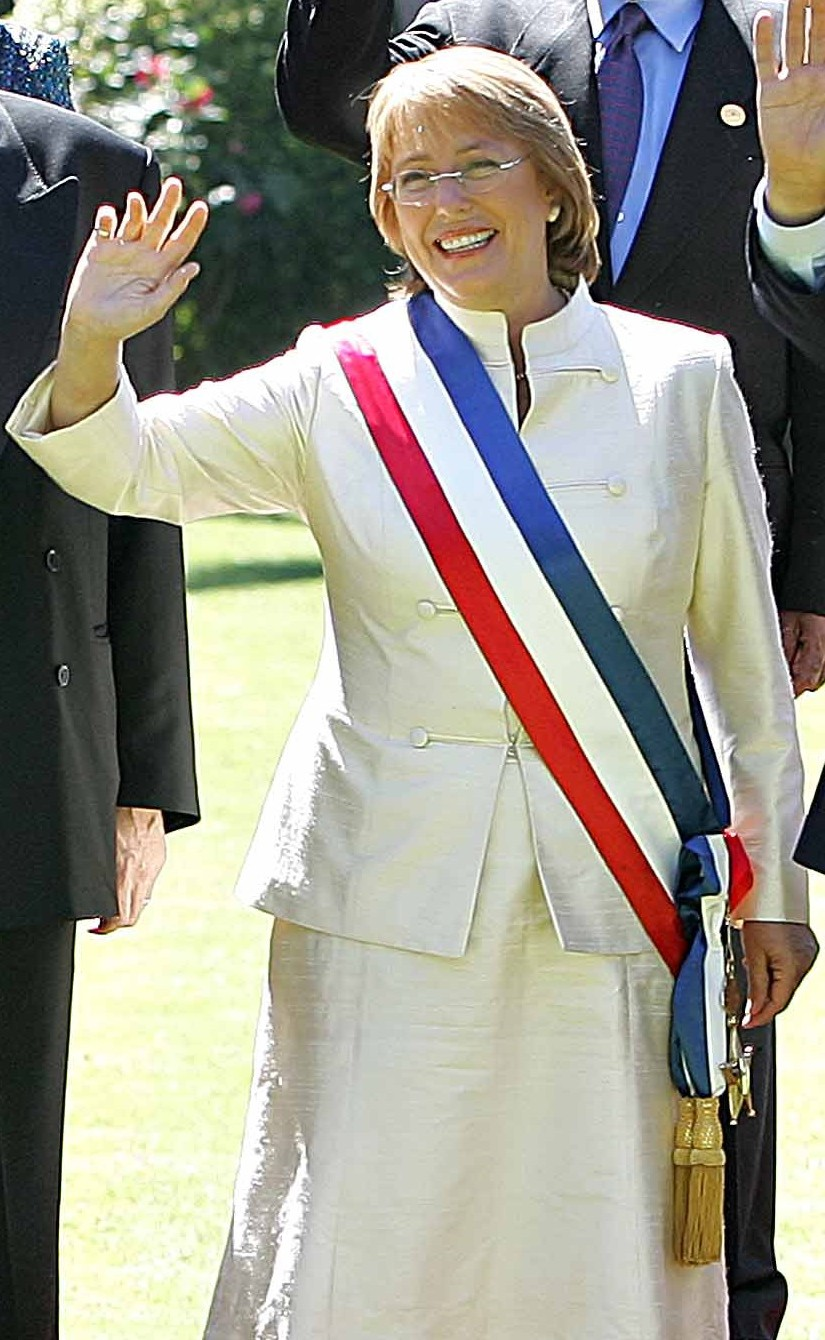
Die damalige chilenische Präsidentin Michelle Bachelet mit Präsidentenschärpe

- In vielen Ländern Lateinamerikas ist eine oft in den Landesfarben gestaltete Schärpe Insignium der Staatspräsidenten. In Chile wird beispielsweise seit 1915 ein und dieselbe Schärpe verwendet, die am unteren Ende mit Stoffquasten und einem Metallstern geschmückt ist.

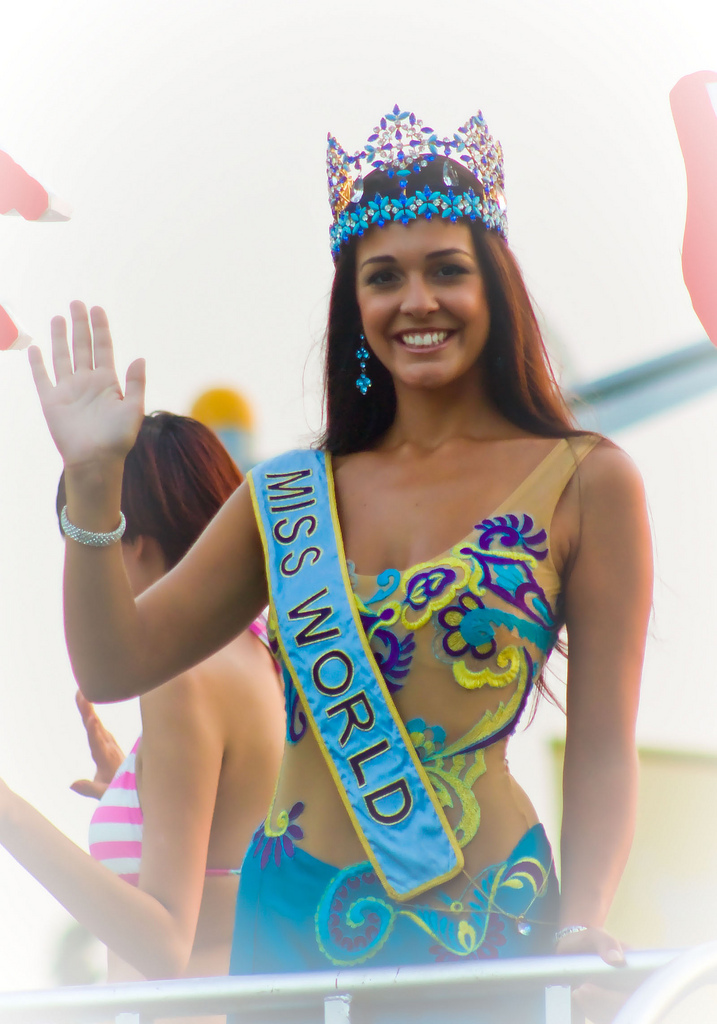
Miss World 2009

- Schärpen werden heute häufig bei Schönheitswettbewerben eingesetzt. Sie dienen zur Auszeichnung der schönsten Kandidatin eines Wettbewerbes. Auch beim Junggesellinnenabschied werden Schärpen als Accessoire eingesetzt.